# Willard Libby
Willard Libby (Grand Valley, Colorado, 17. prosinca 1908. – Los Angeles, 8. rujna 1980.), američki kemičar. Doktorirao na Kalifornijskome sveučilištu u Berkeleyju, gdje je boravio od 1933. do 1944. Od godine 1945. do 1959. radio u Institutu za nuklearne znanosti Sveučilišta u Chicagu, a zatim kao profesor kemije Kalifornijskoga sveučilišta u Los Angelesu. Od godine 1941. do 1945. sudjelovao u projektu Manhattan na pripremi prve atomske bombe. Poznat je po otkriću metode određivanja starosti organskih tvari s pomoću ugljikova radioizotopa 14C (radioizotopno datiranje). Metoda se pokazala izvanredno korisnom u arheološkim, antropološkim i geološkim istraživanjima, a Libby je za to otkriće 1960. nagrađen Nobelovom nagradom za kemiju.

## Radiougljično ili radiokarbonsko datiranje
Datiranje ugljikom-14, radiougljično datiranje ili radiokarbonsko datiranje je određivanje starosti organskih tvari na temelju omjera broja atoma stabilnog ugljikova izotopa 12C i radioaktivnog izotopa 14C. Izotop 14C nastaje u visokim slojevima Zemljine atmosfere djelovanjem kozmičkih zraka na dušik (14N). On se, vezan u ugljikovu dioksidu (CO2), širi brzo i ravnomjerno cijelom biosferom. Njegova se količina u atmosferi nije mijenjala kroz dugo vremensko razdoblje; zapravo, bila je konstantna sve do 1950-ih, kada je testiranjem termonuklearnog oružja u velikim količinama bio proizveden i raspršen u okoliš. Iz atmosfere 14C prelazi izravno u biljke i neizravno, preko hranidbenoga lanca, u druge žive organizme. Zbog toga je u živim bićima omjer 12C i 14C konstantan. Kada se smrću prekine izmjena tvari između organizma i atmosfere, radioaktivni se raspad ne zaustavlja i organske tvar počinje gubiti 14C. Određivanjem preostalog 14C u nekom uzorku nežive tvari može se izračunati koliko je vremena prošlo od trenutka smrti. Vrijeme poluraspada ugljika 14C iznosi 5 730 godina; ustanovi li se, na primjer, da neki komad drveta ili drvenog ugljena sadrži upola manje ugljika 14C nego živo stablo, zaključuje se da je taj komad drveta ili ugljena star 5 730 godina, ako sadrži samo četvrtinu količine 14C koju je imao dok je drvo bilo živo, star je 11 460 godina. Geiger-Müllerovim brojilom mogu se odrediti i ekstremno male količine tog izotopa. U živom drvetu od jednoga bilijuna atoma ugljika samo je jedan radioaktivan, u jednom gramu svježeg uzorka ugljika dogodi se približno 13,5 raspada u minuti. Danas se može odrediti starost organskih tvari: pergamenta, odjeće, fosila, ljudskih i životinjskih kostiju i drugog, od 500 do 50 000 godina. Metoda se primjenjuje u arheologiji, antropologiji, geologiji, geofizici.